# William James Müller
Pour les articles homonymes, voir William Müller et Müller.
William James Müller, 28 juin 1812 – 8 septembre 1845, aussi épelé Muller, est un peintre paysagiste et portraitiste anglais, l'artiste le plus connu de l'école de Bristol.

## Biographie
Müller naît à Bristol, fils de J. S. Müller, Prussien originaire de Dantzig, conservateur du Bristol Museum. Il étudie la peinture d'abord auprès de James Baker Pyne. Ses premiers tableaux sont pour la plupart des paysages du Gloucestershire et du Pays de Galles et il apprend beaucoup de son étude de Jacob van Ruisdael et autres paysagistes antérieurs. En 1833 il expose à la Royal Academy pour la première fois avec son tableau Destruction du vieux pont de Londres au matin. L'année suivante, il voyage en France, Suisse et Italie.

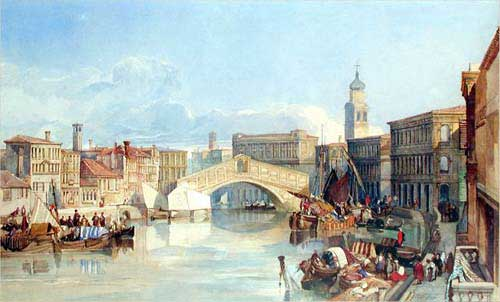
Pont du Rialto, Venise, aquarelle (1835).

En 1838 il visite Athènes et poursuit jusqu'à Alexandrie et Le Caire où il demeure deux semaines avant de remonter le Nil jusqu'à Louxor où il dessine des ruines et des paysages avant de retourner au Caire à la mi-janvier. Peu de temps après son retour, il quitte Bristol et s'installe à Londres où il expose régulièrement. Ses scènes de rues et de marchés d'Égypte sont particulièrement demandées. En 1840, il visite de nouveau la France où il exécute une série de dessins relatifs à l'architecture de la Renaissance, dont 25 sont lithographiés et publiés en 1841 dans un album intitulé The Age of Francis I. of France.

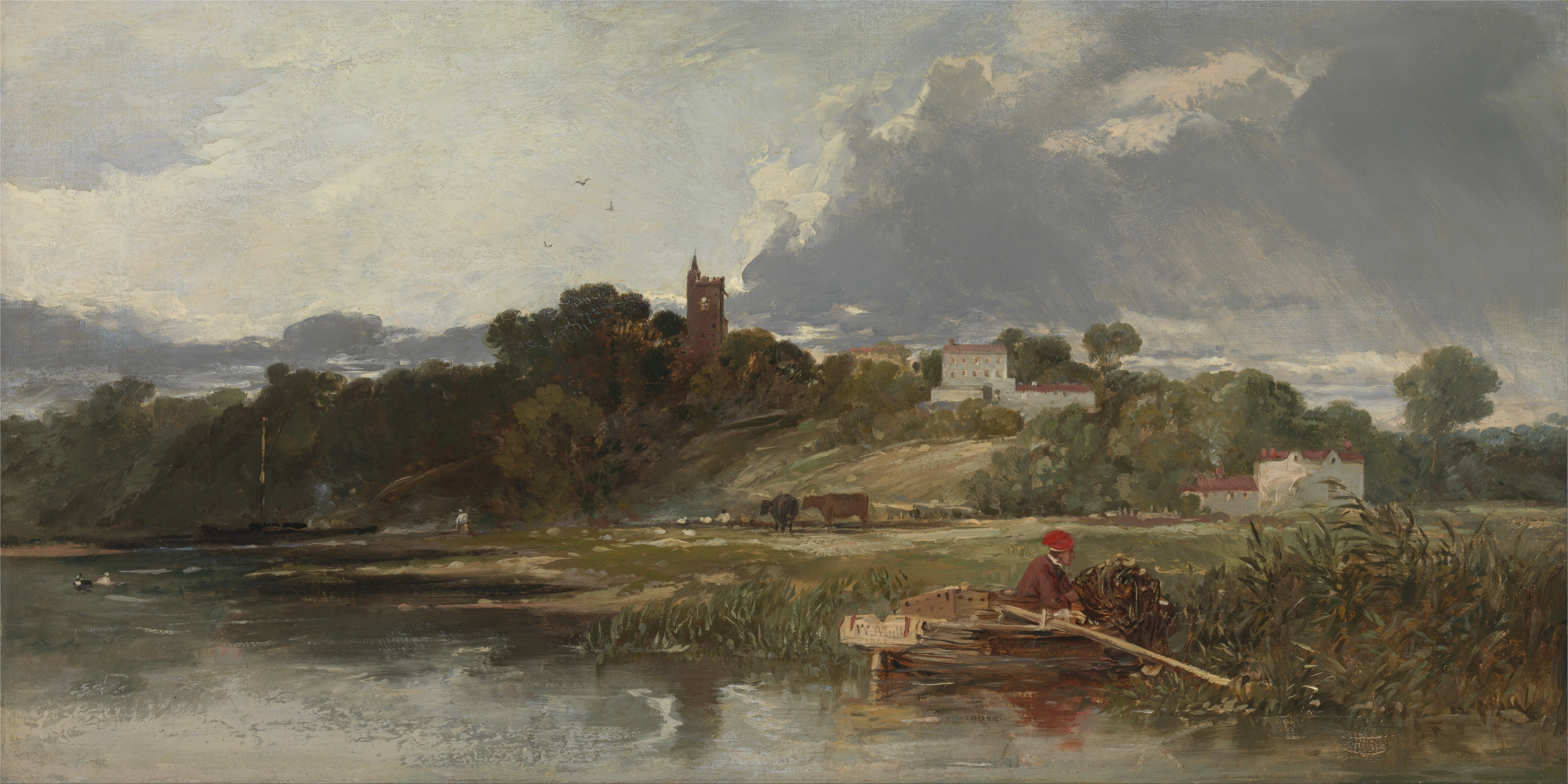
Gillingham sur la Medway, 1842.

En 1843, à la demande de l'archéologue Charles Fellows — mais à ses propres frais —  Müller et son élève Harry Johnson accompagnent l'expédition du gouvernement en Lycie. Il passe trois mois à dessiner les paysages et les populations locales autour de Xanthe, Pinara et Tlos. Il passe la plupart du reste de sa vie après son retour en Angleterre, à travailler sur des aquarelles et quelques huiles sur des thèmes de Lycie.
Il meurt à Bristol le 8 septembre 1845. Après sa mort, ses œuvres sont très demandées ce qui entraîne la production d'un nombre considérable de contrefaçons. Une biographie rédigée par Nathaniel Neal Solly est publiée en 1875.
Müller est enterré dans le carré unitarien du cimetière de Brunswick, au large de Brunswick Square, Bristol. Sa tombe est marquée par une simple dalle de pierre noire polie portant l'inscription « Sacré à la mémoire de William James Muller décédé le 8 septembre 1845 à l'âge de 35 ans ». Son âge, tel qu'indiqué sur l'inscription est contraire aux registres de sépulture qui lui donnent 33 ans. L'actuelle pierre tombale est peut-être relativement moderne car la tombe a été enregistrée comme étant sans importance lors d'une enquête réalisée en 1970. Un buste du peintre est situé à l'entrée du cloître de la cathédrale de Bristol.
Le British Museum possède, par le biais du legs de John Henderson, une riche collection de croquis de Müller. Des biographies du peintre ont été rédigées par Solly (1875), Bunt (1948) et Greenacre & Stoddard (1991).

## Publications
- William James Müller, Muller's sketches of the age of Francis the First, 26 large and fine tinted drawings on stone of splendid Architecture and Picturesque Old Buildings in France (H. Graves, 1841)

## Source de la traduction
- (en) Cet article est partiellement ou en totalité issu de l’article de Wikipédia en anglais intitulé « William James Müller » (voir la liste des auteurs).